# 誘い (レイステル)
『誘い』（さそい、英: The Proposition）は、オランダ黄金時代の女性画家ユディト・レイステルが1631年に板上に油彩で制作した風俗画である。現在、デン・ハーグにあるマウリッツハイス美術館に所蔵されており、美術館では『若い女に金を差し出している男』（蘭: Man die een vrouw geld aanbiedt、英: Man Offering Money to a Young Woman）という題名が付けられている。ロウソクの灯りのもとで縫物をしている女性を表しており、男性が彼女の上に屈んで、左手で彼女の右肩に触れているが、彼女は明らかに誘いを無視しており、縫物に集中している。一見して女性が主人公であり、この絵画は、潜在的にフェミニストの作品であると見なされてきた。
男性は暗色の服を身に着けており、背後の暗色の色調と、ロウソクの光の角度により彼の顔を通過して投げかけられている影のために、ぼーっと現れてきたような姿をしている。対照的に、女性はロウソクの光により完全に顔を照らされていて、白いドレスを身に着けている。本作は、レイステルが22歳であった1631年に制作された初期の作品である。

## 解釈

### 同時代の作品との比較
アリゾナ大学の英語科の教授であるメグ・ロータ・ブラウン (Meg Lota Brown) と同大学の女性学教授であるケアリー・ボイド・マクブライド (Kari Boyd McBride) によれば、本作はレイステルの「最も多作であった時期の最も興味深い作例の1つ」である。オランダ黄金時代の絵画が専門のマリアンヌ・べラーディ (Marianne Berardi) は、本作はレイステルの最重要作であると述べている。その最も顕著な特質は、同時代の他のオランダやフランドルの「陽気な仲間」 (merry company)  のジャンルに入る「性的誘い」の絵画と非常に異なっているということである。当時一般的であった、このジャンルの絵画の慣例では、粗野で、金銭でセックスをすることに明らかに興味を持っていた登場人物が主人公であった。 そうした絵画において、女性のドレスは誘惑的なもので、顔の表情は意味ありげで、ときどき、女衒としての役割を持つ第3の人物の老婆が登場する。実際、そのジャンルの1例であるディルク・ファン・バビューレンの『取り持ち女』(ボストン美術館) は、まさにそうした情景なのである。

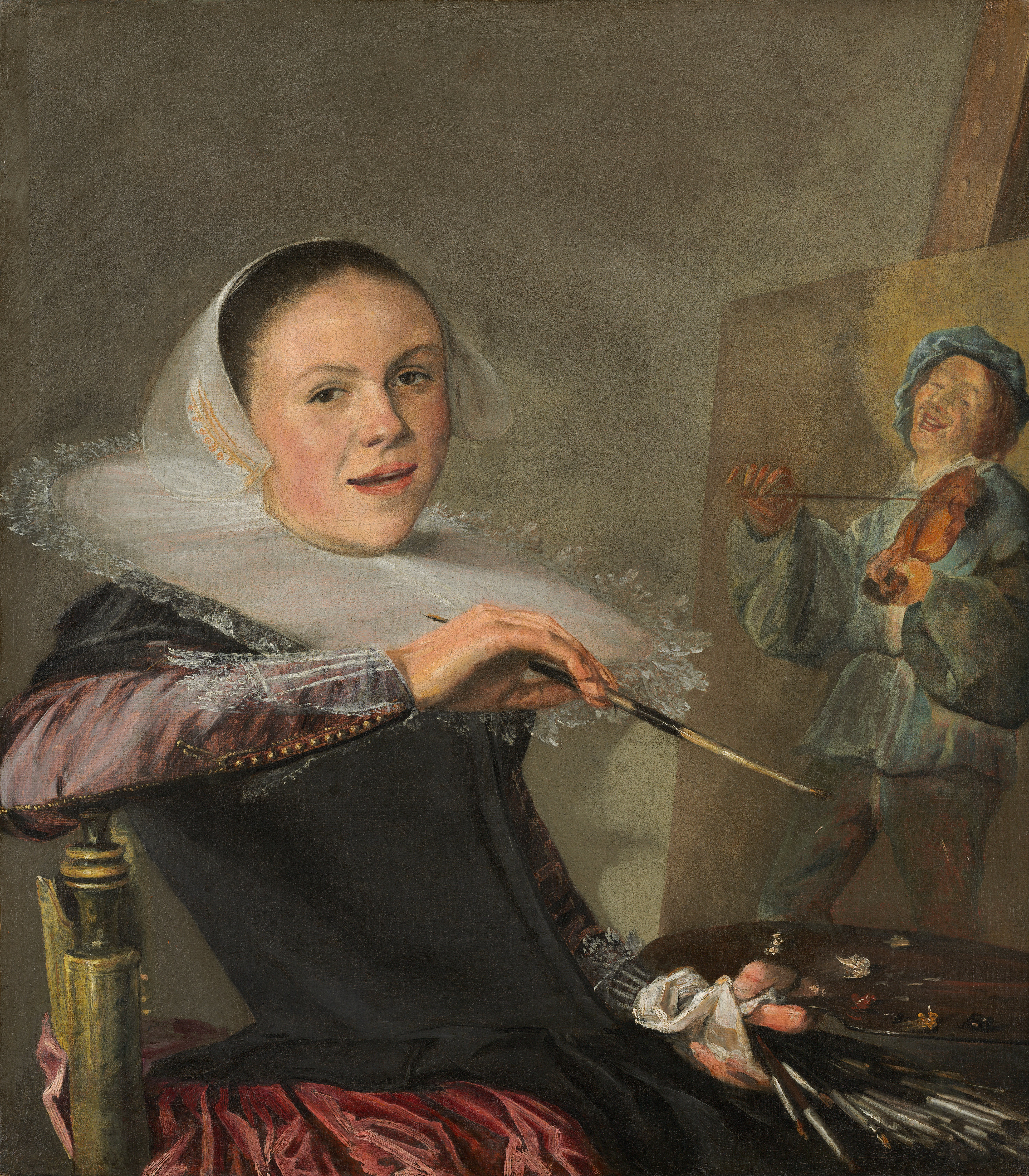
本作を描く前のユディト・レイステル の『自画像』(1630年)、ナショナル・ギャラリー (ワシントン)

対照的に、『誘い』で、女性は誘惑的な姿で描かれておらず、簡素な日々の仕事に取り組んでいる普通の主婦として描かれている。彼女の服装は誘惑的なものではない。胸を見せず、むしろブラウスが彼女の首まで全身を覆っている。足首は見えていない。彼女はセックスには全然関心を持っておらず、男にさえもまるで関心がない。同時代のオランダの書物は、彼女が取り組んでいる裁縫の仕事は、暇のある時に徳のある女性がすべき正しい行いであると述べている。カースティン・オルセン (Kirstin Olsen) は、男性の美術批評家たちは、この作品の本質を見誤ったと主張している。男性の批評家たちは、この作品では他の作品と異なり、女性が男性の誘いを嫌がっているものとし、この作品に誤って『誘惑的な申し出』 (The Tempting Offer) という題名を付けたと主張しているのである。
女性のスカートの裾に燃えている石炭の見える足温器は、当時の絵画で表される象徴的事物で、女性が既婚であることを表している。完全にスカートの下にある足温器は、本作に描かれている通り、手に入らない既婚女性を示唆している。スカートから女性の足とともに半分見える足温器は、男性の誘いを受け入れるかもしれないということを示唆する。そして、女性のスカートの下にまったく置かれておらず、石炭の入っていない足温器は、女性が独身であることを示唆する。この約束事は、フェルメールの『牛乳を注ぐ女』 (アムステルダム国立美術館) とヘラルト・ドウの『若き母』 (マウリッツハイス美術館) にも見られる。

### フェミニスト的解釈
本作のこのフェミニスト的解釈は、フリーマ・フォックス・ホフリクターの著作に端を発している。彼女は、1975年 (Hofrichter 1975) に、レイステルの絵画と他の絵画の違いを主張し、レイステルの絵画は、『差し出されたワイン』 (An Offer of Wine) を描いたハブリエル・メツーなど後の画家の先駆けとなったと主張した。ホフリクターによれば、本作の女性は、共感とともにポジティブに描かれた「迷惑している犠牲者」なのである。
しかしながら、大半の美術史家たちは、ホフリクターは作品の本質が見えていないと考えている。たとえば、シラキュース大学の美術の教授であるウェイン・フラニッツ (Wayne Franits) は後にホフリクターを批判し、当時、金銭の申し出は性的関係を始める際の一般的な事柄であり、本作は、そのような関係のための単なる正直な試みであると指摘している。フラニッツは、「裁縫という女性の明らかに健全な行いは、家事の徳を描く後代の風俗画の重要な先駆けとなった」と述べている。数々の後の風俗画は、同様に曖昧なままであり、その中で1654年頃のヘラルト・テル・ボルフの『意味ありげな会話』 (または、『父の訓戒』、アムステルダム国立美術館)  とハブリエル・メツーの『猟師の贈り物』 (アムステルダム国立美術館)  は、最も有名な例である。

## 他の作品への影響
1997年のアマンダ・クロスの『短編集』 (The Collected Stories) には、『誘い』と題されている短篇があり、本作を物語のプロットとして用いている。マイケル・カーナン の1994年の小説『フランス・ハルスの失われた日記』 (Lost Diaries of Frans Hals)  とケイティー・キタムラ の2021年の小説『インティマシーズ』 (Intimacies) も同様である。

## 追加参考文献
- Hofrichter, Frima Fox (1975). “Judith Leyster's Proposition: Between Virtue and Vice”. Feminist Art Journal 4:  22–26.
  - Also published as: Hofrichter, Frima Fox (1982). “Judith Leyster's Proposition: Between Virtue and Vice”. In Broude, Norma; Garrard, Mary. Feminism and Art History. New York: Harper & Row. pp. 173–181"Judith Leyster's Proposition: Between Virtue and Vice".  In Broude, Norma; Garrard, Mary (eds.). Feminism and Art History. New York: Harper & Row. pp. 173–181.
- Kahr, Madlyn Millner (1978). “Judith Leyster: The Rejected Offer”. Dutch painting in the seventeenth century. Harper & Row. pp. 65–66. ISBN 9780064335768